# Перстач
Перстач (Potentilla) — один з найбільших за кількістю видів рід рослин із родини Rosaceae. Рдесники поширені в субарктичних і помірних регіонах світу а також у горах тропічних регіонів. Рід охоплює майже 500 видів, з яких в Україні росте 28 видів.

## Опис

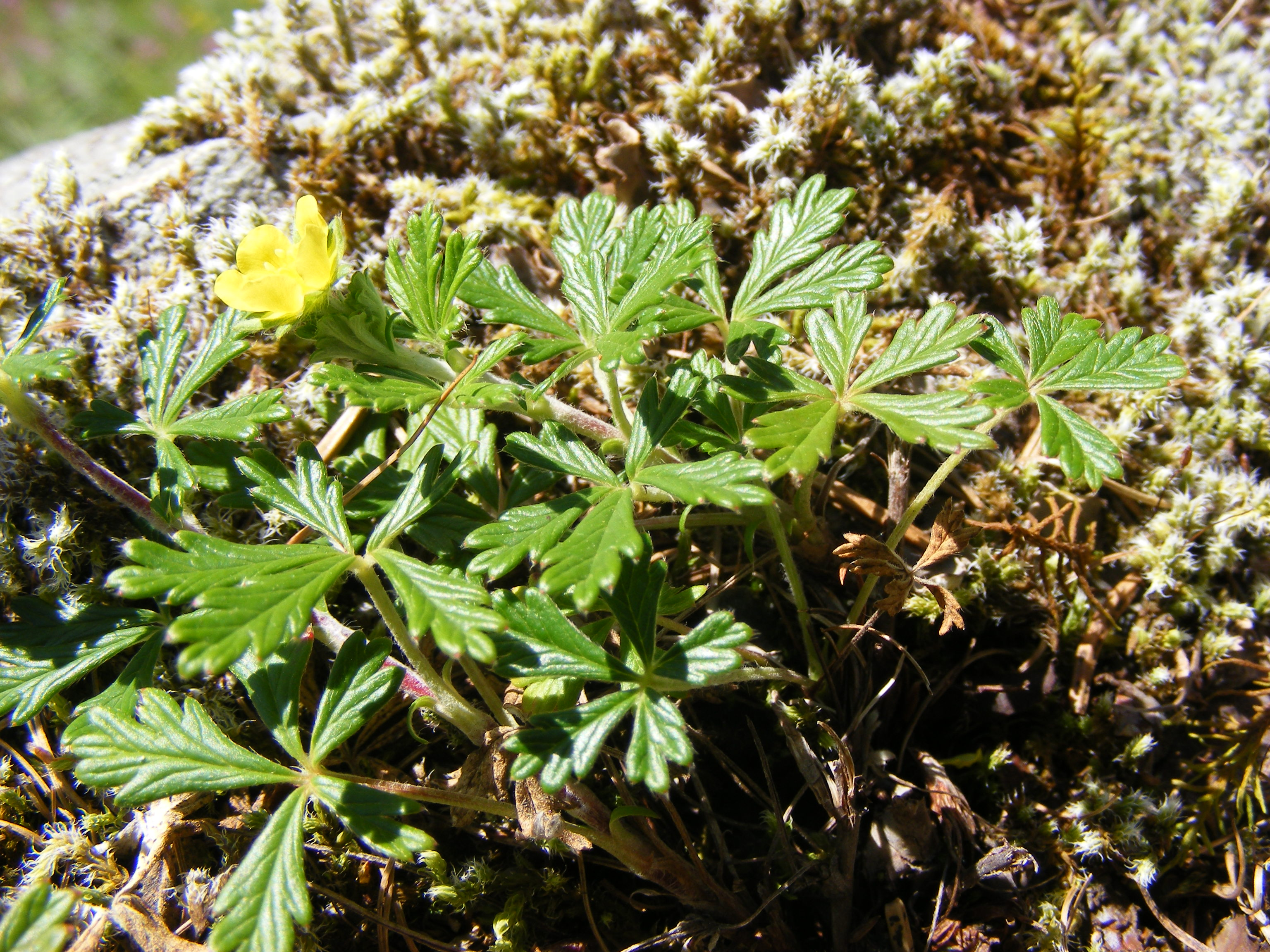
Potentilla argentea

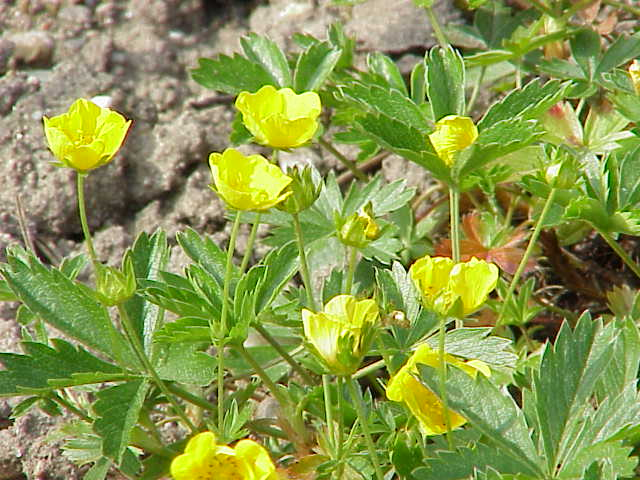
Potentilla aurea

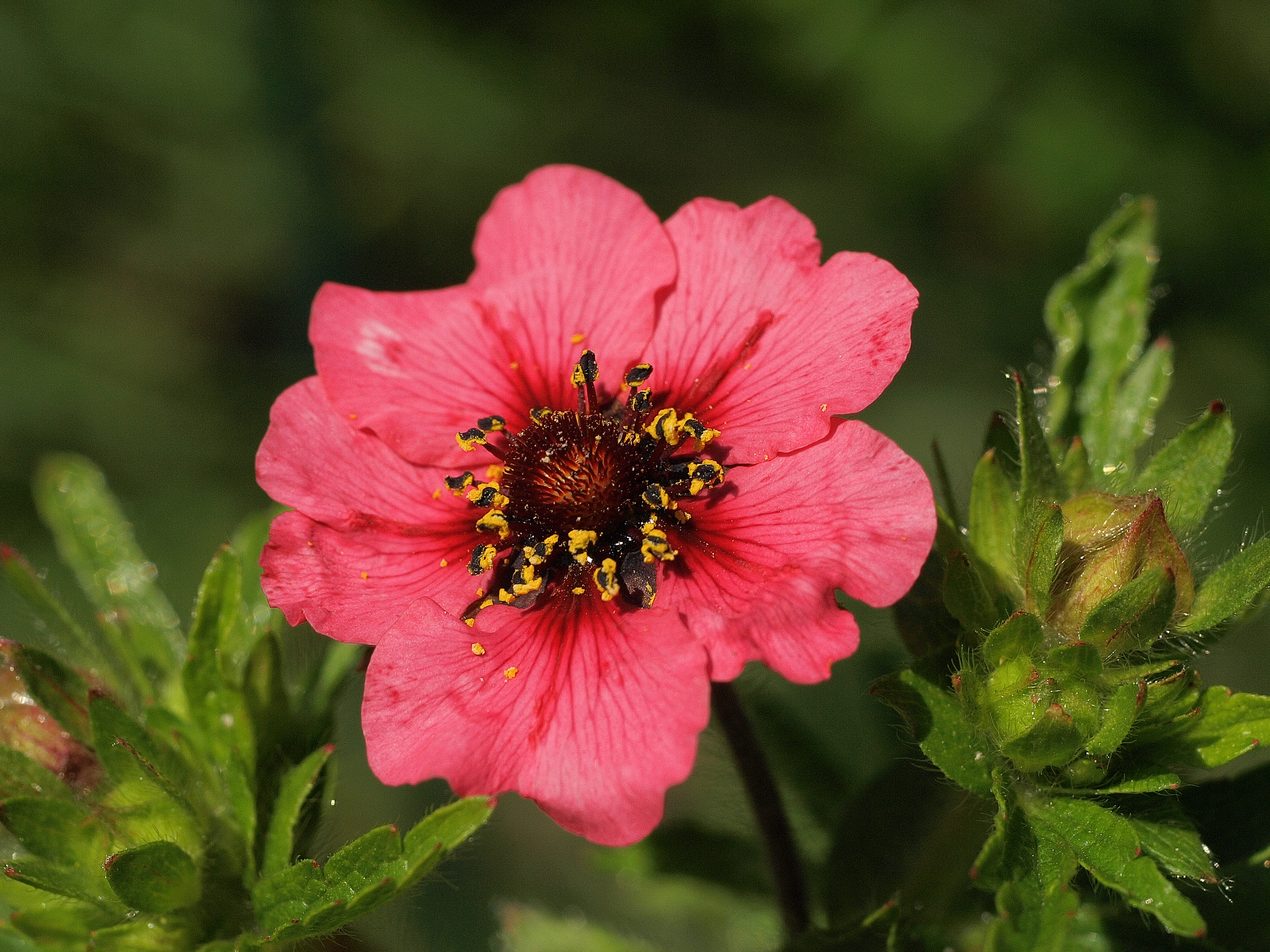
Potentilla nepalensis

Це багаторічні або рідше однорічні трави або дрібні напівчагарники, з пальчасто-роздільними, перистими або трійчастими листками, з прилистками, що приросли до черешка. Чашечка п'яти- (зрідка чотири-) роздільна, блюдцеподібна або майже плоска, з підчашею. Пелюсток п'ять, від блідо до яскраво жовтого кольору, рідше темно-червонуватого, червонувато-оранжевого або білого кольору. Маточки численні, сидять на напівкулястому або майже конічному, волосистому квітколожі; стовпчики маточок бічні. Плід складається з 10–80 горішкоподібних сім'янок.

## Види
Кількість видів останнім часом варіюється від «більше 300» до «декількох сотень». Plants of the World Online наводить перелік з 483 види цього роду. За даними спільного інтернет-проекту Королівських ботанічних садів у К'ю і Міссурійського ботанічного саду «The Plant List» рід налічує 325 визнаних видів (докладніше див. Список видів роду перстач). Вивченням роду займався відомий буковинський вчений-природознавець Костянтин Гормузакі.
Найхарактерніші представники: перстач гусячий та перстач випрямлений (калган). Дослідження з філогенії розоцвітих, засновані на аналізі послідовностей ДНК, що привели до радикального перегляду обсягу роду за рахунок включення в нього родів, які раніше вважалися цілком самостійними (наприклад, роду суниця).

### Види, рідні для України
1. Potentilla alba — перстач білий
2. Potentilla argentea — перстач сріблястий
3. Potentilla astracanica — перстач астраханський
4. Potentilla aurea — перстач золотистий
5. Potentilla bornmuelleri — перстач Борнмюллера
6. Potentilla crantzii — перстач Крантца
7. Potentilla erecta — перстач випрямлений
8. Potentilla heptaphylla — перстач семилисточковий
9. Potentilla hirta — перстач шорсткий
10. Potentilla humifusa — перстач простертий
11. Potentilla incana — перстач пісковий
12. Potentilla inclinata — перстач сивуватий
13. Potentilla intermedia — перстач середній
14. Potentilla longipes — перстач довгоквітконіжковий
15. Potentilla micrantha — перстач дрібноквітковий
16. Potentilla neglecta — перстач занедбаний
17. Potentilla norvegica — перстач норвезький
18. Potentilla patula — перстач розлогий
19. Potentilla pedata — перстач стопоподібний
20. Potentilla pindicola — перстач піндський
21. Potentilla recta — перстач прямий
22. Potentilla reptans — перстач повзучий
23. Potentilla supina — перстач лежачий
24. Potentilla thuringiaca — перстач тюрінґський
25. Potentilla thyrsiflora — перстач китицецвітий
26. Potentilla umbrosa — перстач затінковий

Джерела: 